# Mesoleius subroseus
Mesoleius subroseus là một loài tò vò trong họ Ichneumonidae.